# Tarvasjõgi
Tarvasjõgi (Mõnuvere jõgi) – rzeka w północnej Estonii, lewy dopływ rzeki Jänijõgi. Ma długość 24 km, zaś powierzchnia jej dorzecza obejmuje 67,3 km². Środkowy bieg Tarvasjõgi stanowi granicę między prowincją Harju a prowincją Järva. W rzece występuje 5 gatunków ryb: śliz pospolity, strzebla potokowa, szczupak pospolity, okoń pospolity i głowacz białopłetwy. 

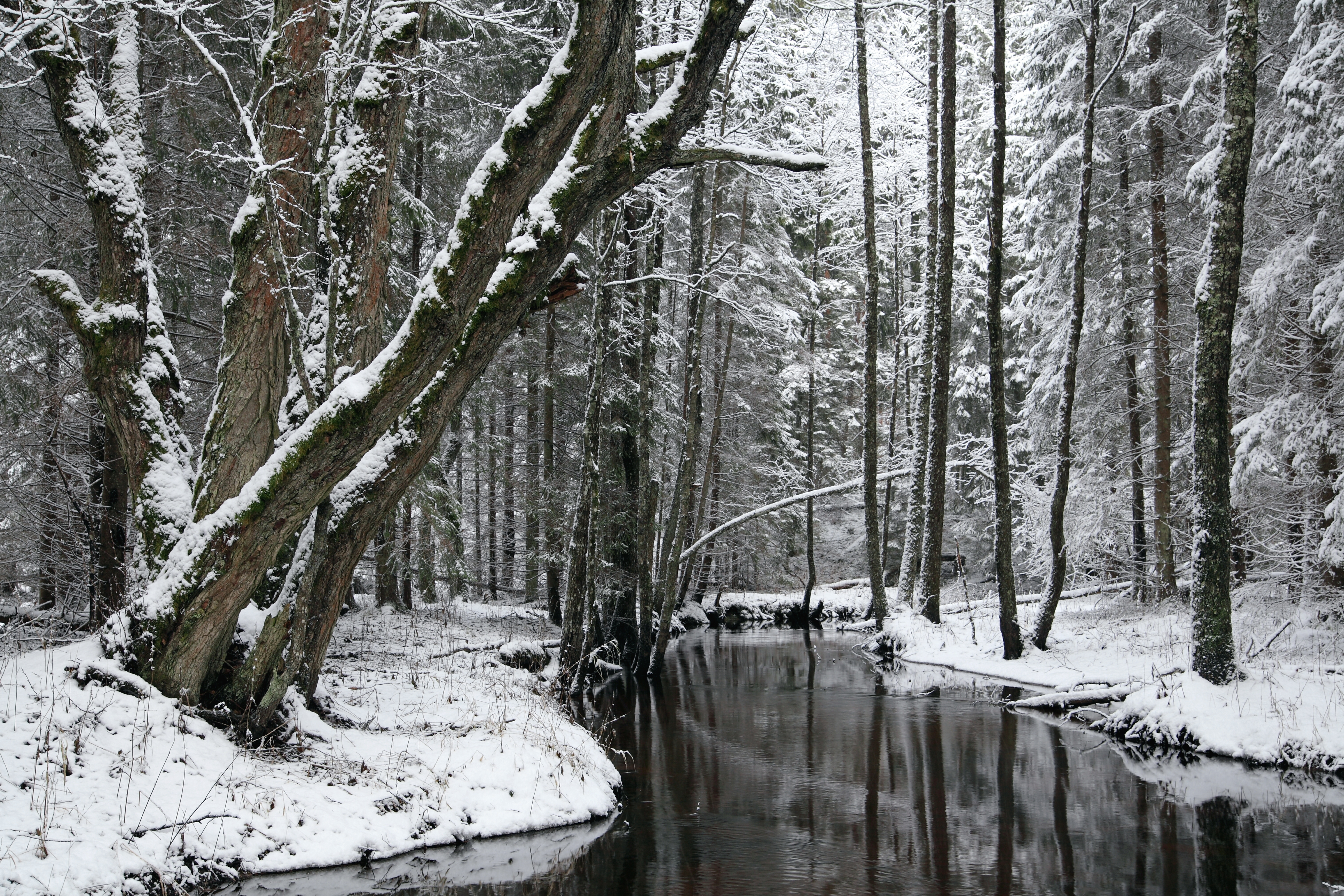
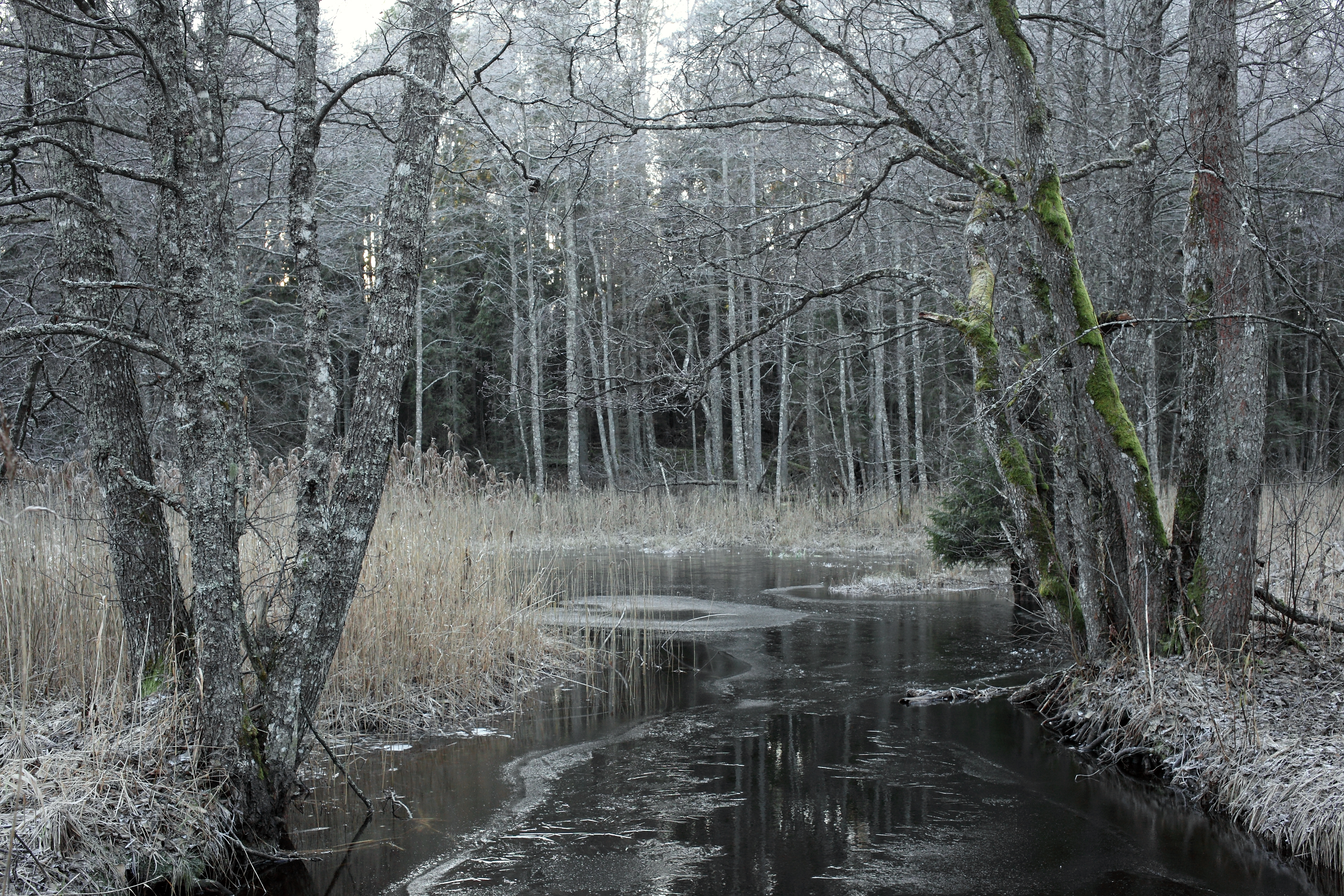
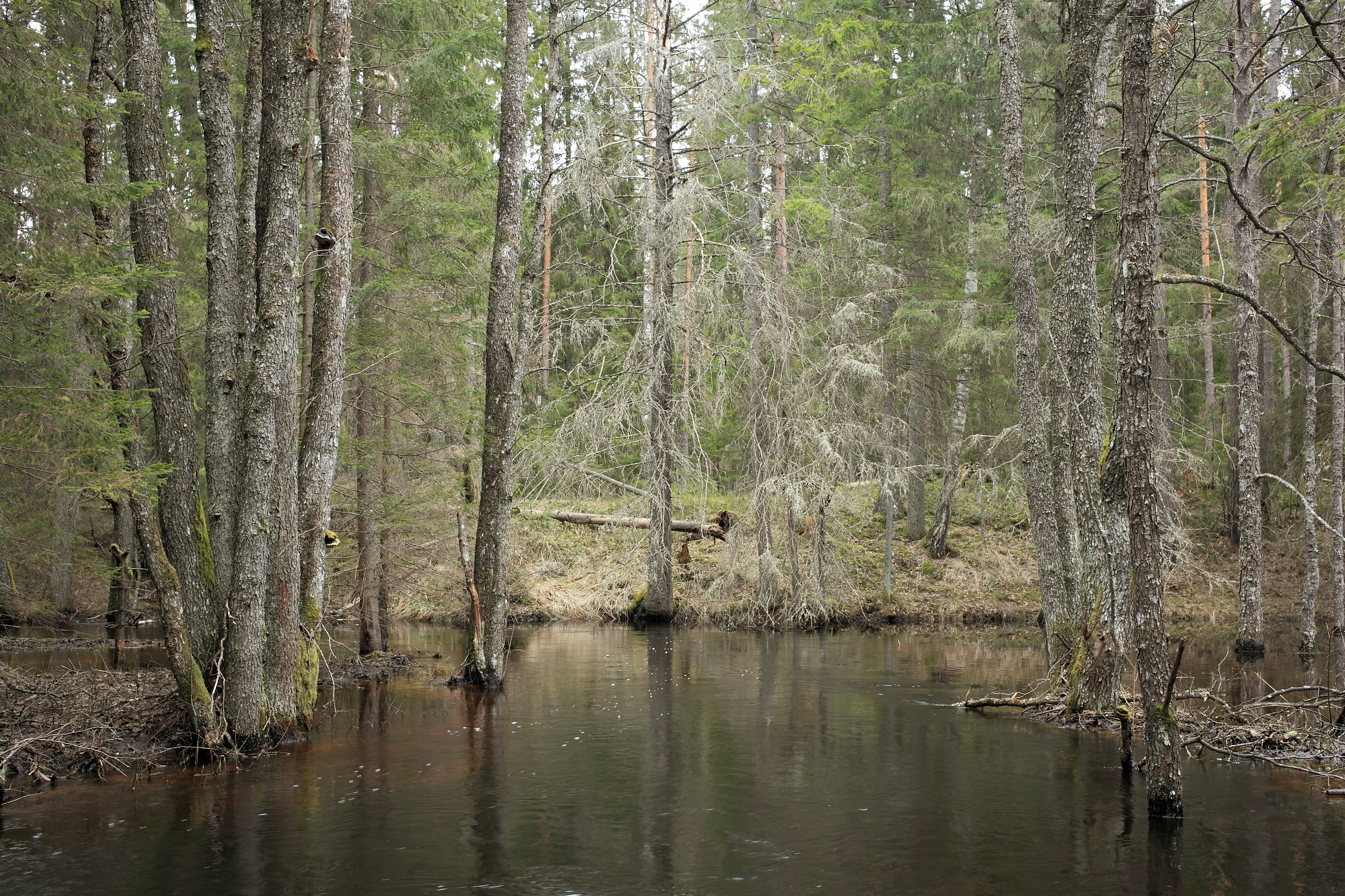